# Содаџија
Содаџија је у прошлости био занатлија који је под притиском обогаћивао обичну воду угљен-диоксидом, да би се добила тзв. сода вода, тј. газирана вода. Укус такве воде је био веома сличан данашњим јако газираним минералним (тј. киселим) водама.
Сода вода се паковала у тзв. сифонске боце, које су се производиле од стакла и на којима је био монтиран метални механизам са ручком. Када би се притиснула ручка, сода вода би под притиском текла у млазу кроз цевчицу на средини боце.
Поред сода воде, содаџије су правиле и освежавајућа пића додавањем екстракта и шећера па се добијао: клакер, оранжада и кокта. Овим пићима су се пуниле мале флашице или литарске боце (као за киселу воду или вино) са специјалним затварачем (тзв. пивски затварач).
Сода вода је била јефтино пиће и користила се за уклањање симптома јаке киселине у стомаку, прављење шприцера итд. Сифонске боце су се користиле по више пута, и кад би се испразниле носиле се код содаџије на поновно пуњење.
У Мађарској је једно време постојала пракса пуњења сифонских боца код куће. Користили су се посебне металне боце које су у ручки имале лежиште са металном патроном са компресованим угљен-диоксидом. Сифон би се отворио, напунио водом, поново затворио а онда би се ушрафила метална патрона.
Локал или занатска радња где се производи и продаје сода вода се назива содара или содаџијска радња.